# Traffic Broadcasting System
Das Traffic Broadcasting System (TBS; Koreanisch: 교통방송) ist eine Medienstiftung der südkoreanischen Hauptstadt Seoul.

## Geschichte
Am 11. Juni 1990 nahm der Radiosender TBS FM für den Sudogwon-Bereich (Metropolregion Seoul) den Sendebetrieb auf und ab 3. März 2005 wurde TBS TV ausgestrahlt. Am 1. Dezember 2008 kam der englischsprachige Radiosender TBS eFM dazu, der seit 14. Oktober 2013 auch chinesischsprachige Programme sendet.